# Erythrodes weberi
Erythrodes weberi är en orkidéart som beskrevs av Oakes Ames. Erythrodes weberi ingår i släktet Erythrodes och familjen orkidéer.
Artens utbredningsområde är Filippinerna. Inga underarter finns listade i Catalogue of Life.